# قاسم برهان
قاسم عبدالحمید برهان (زادهٔ ۱۵ دسامبر ۱۹۸۵ در داکار) دروازه‌بان ملی‌پوش فوتبال اهل قطر می‌باشد که در لیگ ستارگان قطر بازی می‌کند. او اصلیتی سنگالی دارد.
او در سال ۲۰۰۴ میلادی به تیم ملی فوتبال قطر دعوت شد. برهان، ۷۸ بازی ملی در کارنامهٔ خود دارد.

## تیم ملی
قاسم برهان اولین بازی ملی خود را در برابر تیم ملی فوتبال بحرین انجام داده است.
او در مسابقات جام ملت‌های آسیا ۲۰۰۴، جام ملت‌های آسیا ۲۰۱۱ و جام ملت‌های آسیا ۲۰۱۵ حضور داشته است.

## افتخارات

### باشگاهی
- الخور
  - جام ولیعهد قطر: ۲۰۰۵
- الریان
  - جام امیر قطر: ۲۰۰۴، ۲۰۰۶
- الغرافه
  - لیگ ستارگان قطر: ۲۰۰۸، ۲۰۰۹، ۲۰۱۰
  - جام امیر قطر: ۲۰۰۹، ۲۰۱۲
  - جام ولیعهد قطر: ۲۰۱۰، ۲۰۱۱